# 林蔚文墓
林蔚文墓，是位于中国福建省宁德市蕉城区金涵畲族乡坑里村的一个民国时期墓葬，宁德市（县级）人民政府于1992年12月将其公布为第二批县级文物保护单位。
林蔚文墓占地面积795平方米，坐东南向西北，墓丘由土石构建，平面呈风字形，高9.6米，左侧有一石质墓亭，高3.8米，宽2.52米，深1.8米，另有高2.93米、宽2.87米的墓志亭。墓主为林振翰，字蔚文，是中国最早引进世界语的学者，1913年任众议院秘书，1914年后任四川盐运使等。